# Йозеф Венцел (Фюрстенберг-Щюлинген)
Йозеф Венцел Йохан Непомук фон Fюрстенберг-Щюлинген (на немски: Joseph Wenzel Johann Nepomuk zu Fürstenberg-Stühlingen; * 21 март 1728, Прага; † 2 юни 1783, Донауешинген) е 6. княз на Фюрстенберг (1762 – 1783).

## Биография
Той е най-големият син на княз Йозеф Вилхелм Ернст фон Фюрстенберг (1699 – 1762) и първата му съпруга графиня Мария Анна фон Валдщайн-Вартенберг (1707 – 1756), дъщеря на граф Йохан Йозеф фон Валдщайн, господар на Вартенберг (1684 – 1731) и Елеонора фон Валдщайн (1707 – 1756). Брат е на принц Карл Егон I фон Фюрстенберг (1729 – 1787).
Йозеф Венцел следва в Страсбург и Лайпциг.Той се стреми да развива училищната система в княжеството си. Чрез княжеския архив започва да приготвя историята на фамилията Фюрстенберг.
Йозеф Венцел започва да създава дворцова капела и извиква музиканти в двора си в Донауешинген. През октомври 1766 г. Леополд Моцарт и синът му Волфганг Амадеус Моцарт са негови гости за ок. 2 седмици в Донауешинген. След 1766 г. той става директор на швабския имперски графски-колегиум. През 1775 г. е номиниран от императора на генерал-майор.

## Фамилия
Йозеф Венцел фон Фюрстенберг-Щюлинген се жени на 21 юли 1748 г. за графиня Мария Йозефа фон Валдбург-Траухбург (* 30 март 1731; † 7 май 1782), дъщеря на граф Ханс Ернст II фон Валдбург-Траухбург (1695 – 1737) и Мария Терезия фон Валдбург-Волфег (1702 – 1755). Те имат седем деца:
- Йохан Непомук Йозеф (* 7 юли 1755; † 6 октомври 1755)
- Йозеф Мария Бенедикт Карл фон Фюрстенберг-Щюлинген (* 9 януари 1758, Донауешинген; † 24 юни 1796, Донауешинген), 7. княз на Фюрстенберг (1783 – 1796), женен на 15 януари 1778 г. в Хехинген за принцеса Мария Антония Анна фон Хоенцолерн-Хехинген (* 10 ноември 1760, Хехинген; † 25 юли 1797, Хехинген)
- Карл Александер (* 11 септември 1760; † 19 февруари 1761)
- Карл Егон Мария (* 5 юни 1762; † 20 февруари 1771)
- Карл Йоахим Алойс Франц де Паула (* 31 март 1771; † 17 май 1804), 8. (4.) княз на Фюрстенберг, женен 1796 г. във Виена за ландграфиня Каролина София фон Фюрстенберг (* 20 август 1777; † 25 февруари 1846)
- Йозефа Мария Йохана Бенедикта (* 14 ноември 1756; † 2 октомври 1809), омъжена 1779 г. в Донауешинген за княз Филип Нериус фон Фюрстенберг (* 21 октомври 1755; † 5 юни 1790)
- Мария Анна Йозефа (* 5 април 1759; † 26 юни 1759)